# Rolls-Royce Phantom VIII
Pour les articles homonymes, voir Rolls-Royce et Rolls-Royce Phantom.
La Rolls-Royce Phantom VIII est une limousine du constructeur automobile britannique Rolls-Royce (filiale du groupe BMW) commercialisée en phase I et II depuis 2018.

## Présentation
La Rolls-Royce Phantom VIII est présentée à Londres le 27 juillet 2017. Elle est la huitième génération de grande limousine de la marque au Spirit of Ecstasy et remplace la précédente génération : la Rolls-Royce Phantom VII  de 2003. La version rallongée est baptisée « Phantom Suite ».

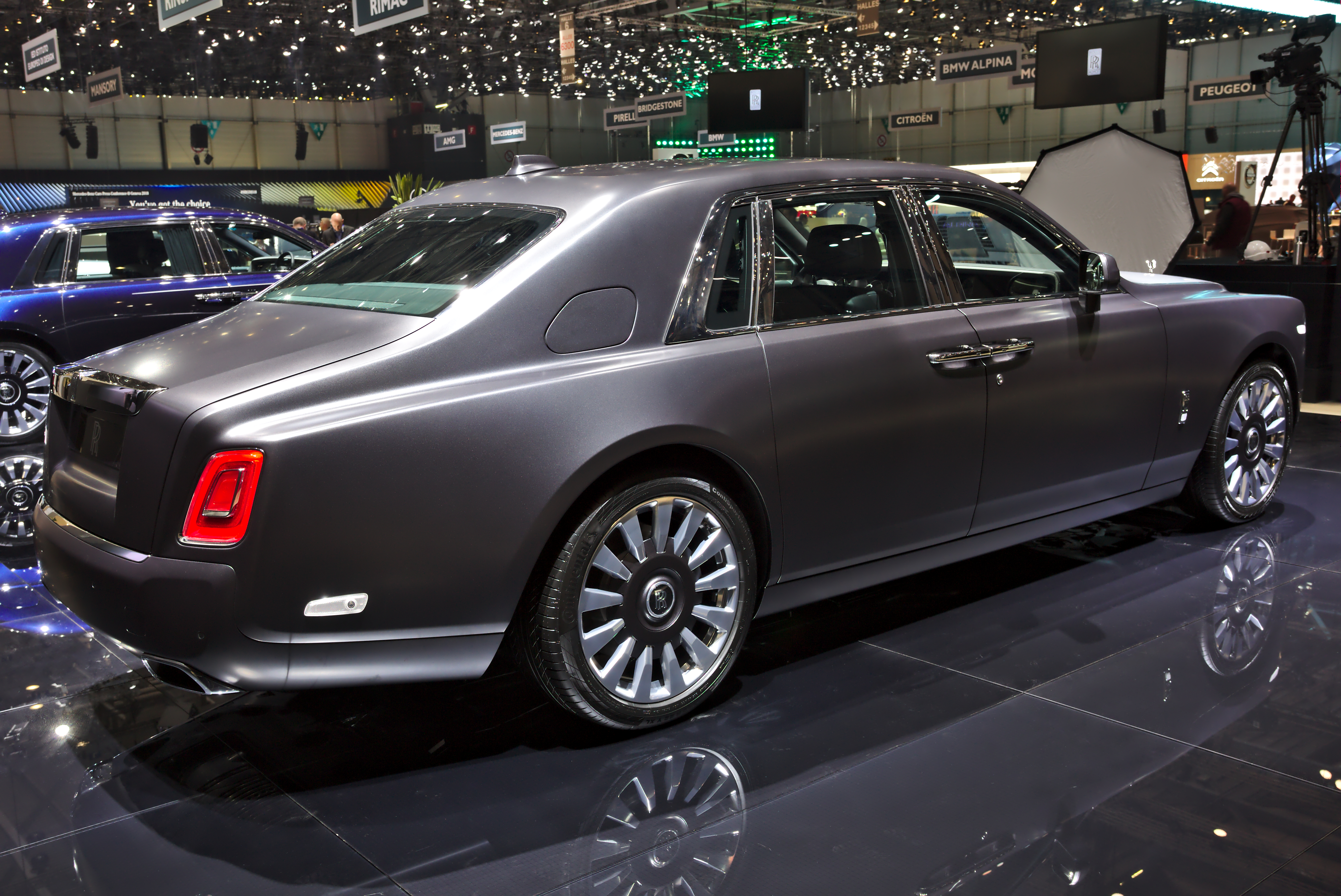
Vue de l'arrière.
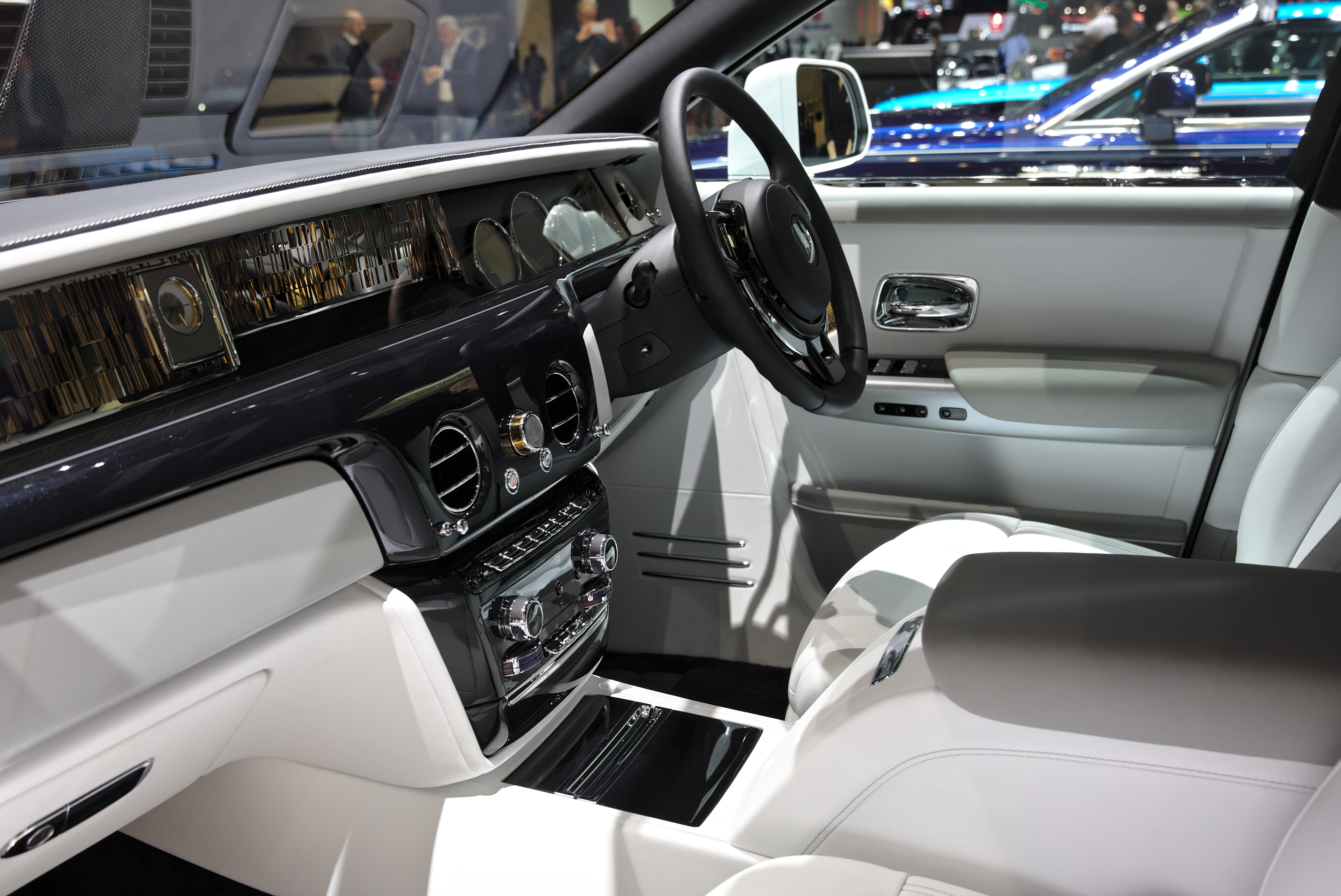
Vue intérieure.

### Phase 2
La version restylée de la Phantom est présentée le 12 mai 2022, avec notamment une calandre rétroéclairée.

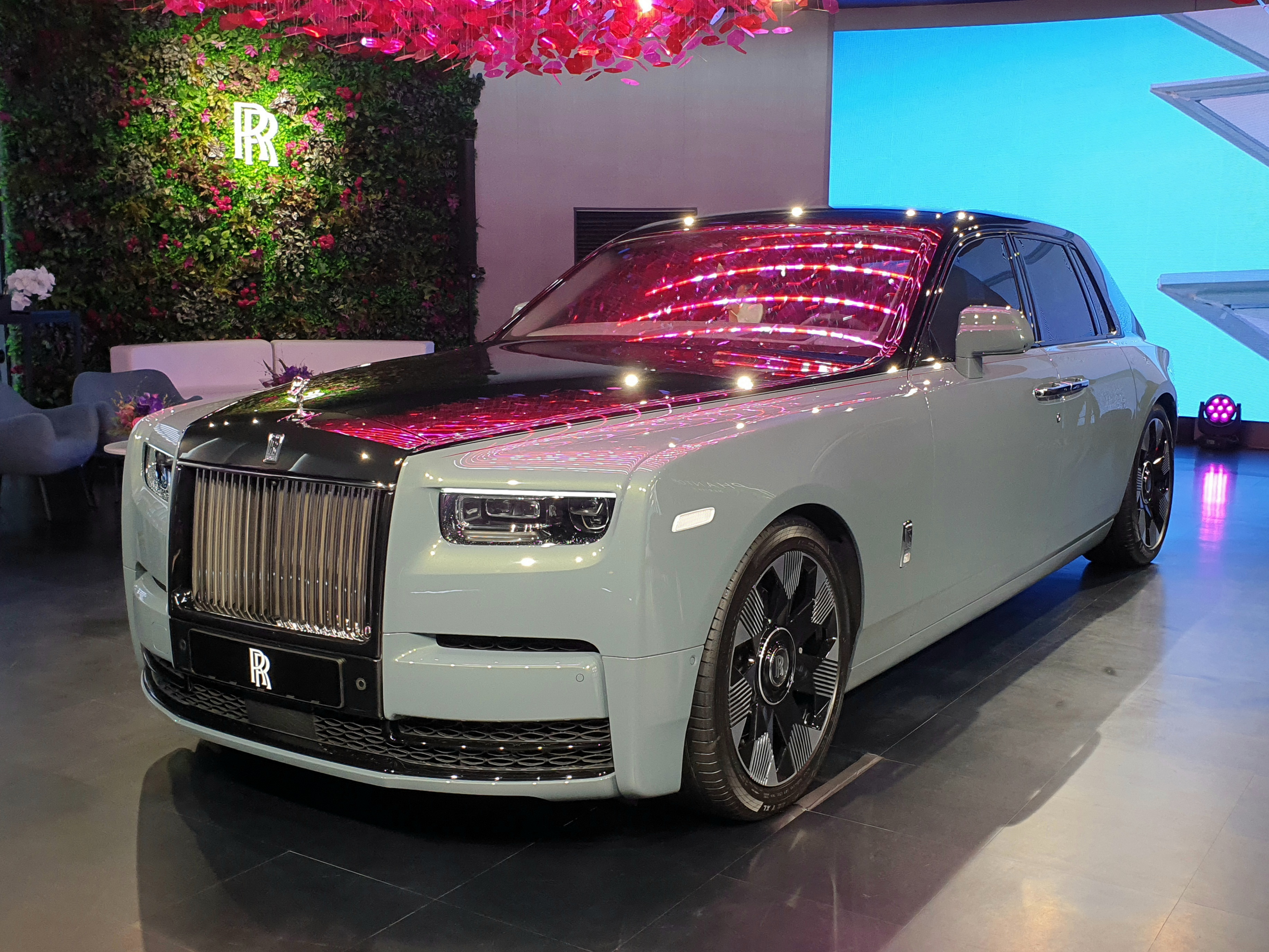
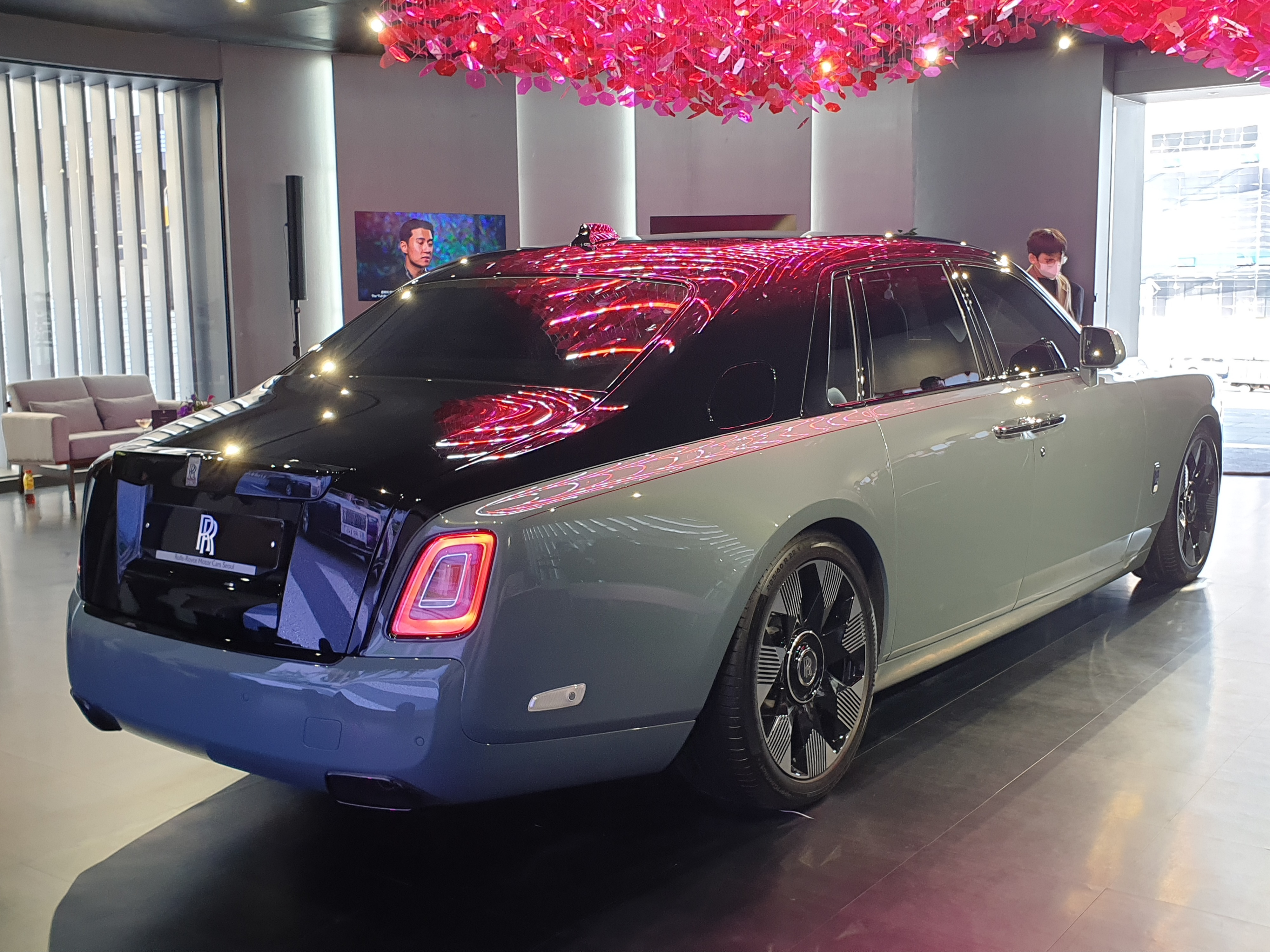

## Caractéristiques techniques
La plateforme CLAR, inaugurée par la BMW série 7, n’a pas été reprise sur la nouvelle Rolls-Royce Phantom, faute d’une rigidité adaptée à la limousine anglaise. La plateforme ne correspondait pas aux exigences anglaises en termes de silence et de confort. De plus Giles Taylor, le designer, aurait eu trop de contraintes au niveau du design. La ligne de caisse qui plonge doucement vers l'arrière crée un effet d’allègement du volume et donne de la majesté au postérieur, ceci n’aurait pas été possible avec les points fixes de la plateforme CLAR. La Phantom VIII repose sur une toute nouvelle plateforme baptisée Architecture of Luxury entièrement en aluminium qui sera reprise ensuite par le futur SUV de la marque.

### Motorisations
| Logo de Rolls-Royce        | Rolls-Royce Phantom VIII | Rolls-Royce Phantom VIII |
| Logo de Rolls-Royce        | V12 6,75 Bi-Turbo        |                          |
| -------------------------- | ------------------------ | ------------------------ |
| Moteur                     | V12                      |                          |
| Alimentation               | Bi-turbo                 |                          |
| Cylindrée (cm³)            | 6749                     |                          |
| Puissance maximale (ch)    | 571 (420)                |                          |
| au régime de (tr/min)      | 5000                     |                          |
| Couple maximal (N m)       | 900                      |                          |
| Boîte de vitesses          | Automatique à 8 rapports |                          |
| Transmission               | Propulsion               |                          |
| Vitesse maximale (km/h)    | 250                      |                          |
| 0-100 km/h (s)             | 5,3                      |                          |
| Consommation (L/100 km)    | 13,9                     |                          |
| Émissions de CO2 (en g/km) | 318                      |                          |
| Capacité du réservoir (L)  | NC                       |                          |
| Masse à vide (kg)          | 2560                     |                          |
| Norme environnementale     | Euro 6                   |                          |

## Finitions

### Quelques Séries spéciales
- Phantom VIII Extended Wheelbase (EWB)

- Phantom VIII collection Tranquility, limitée à 25 exemplaires.

- Phantom VIII Black Bison, modifiée par la société de tuning automobile WALD international.

- Phantom Oribe[6], 1 exemplaire, réalisé en collaboration avec Hermès[7]

- Rolls-Royce Boat Tail, concept car, variante GT 2+2 cabriolet personnalisée des Rolls-Royce Phantom VIII, produit à trois exemplaires[8]. Elle est la Rolls-Royce la plus chère de l'histoire avec un tarif de 23 millions d'euros[9].

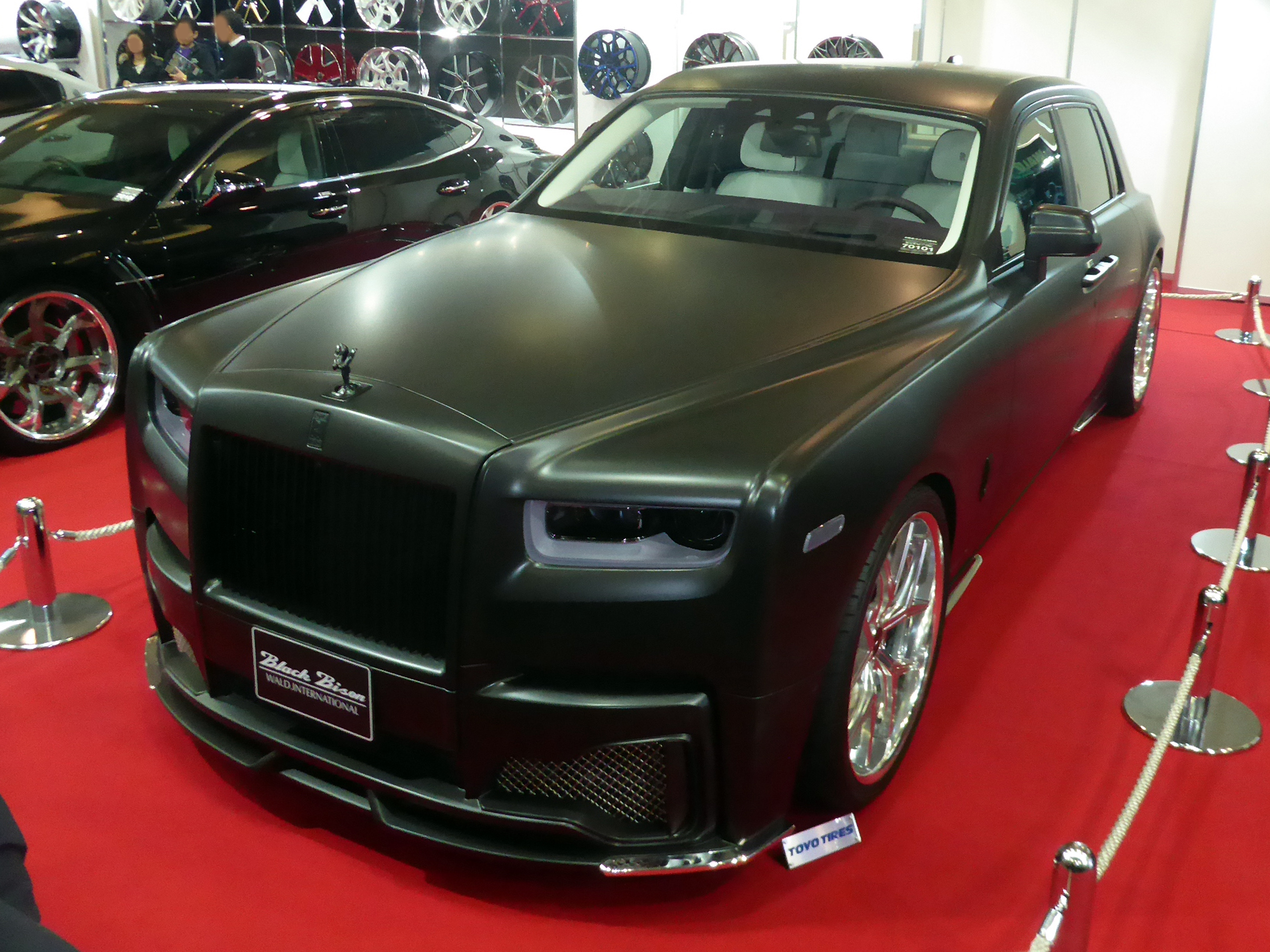
Phantom VIII Black Bison
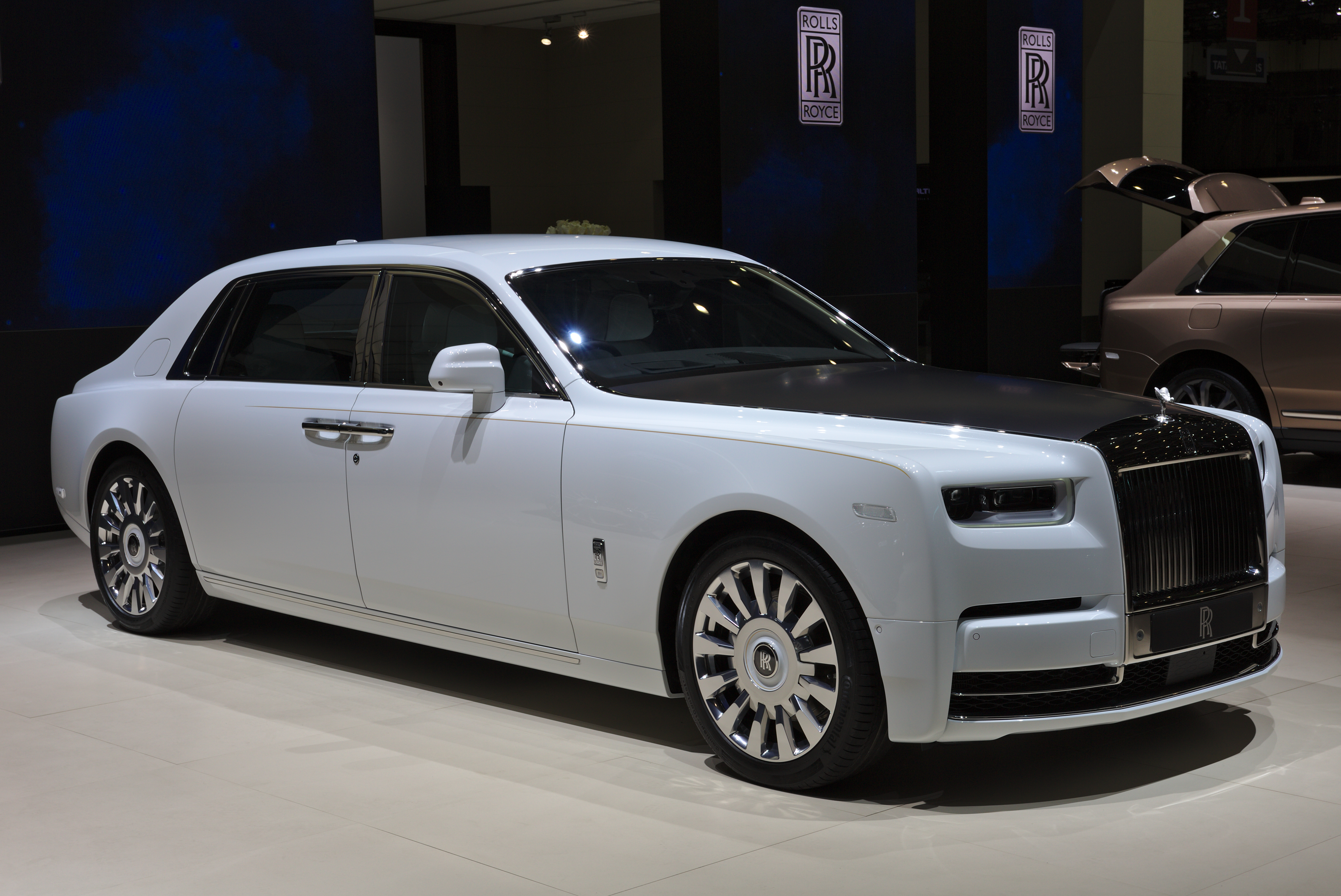
Phantom VIII collection Tranquility
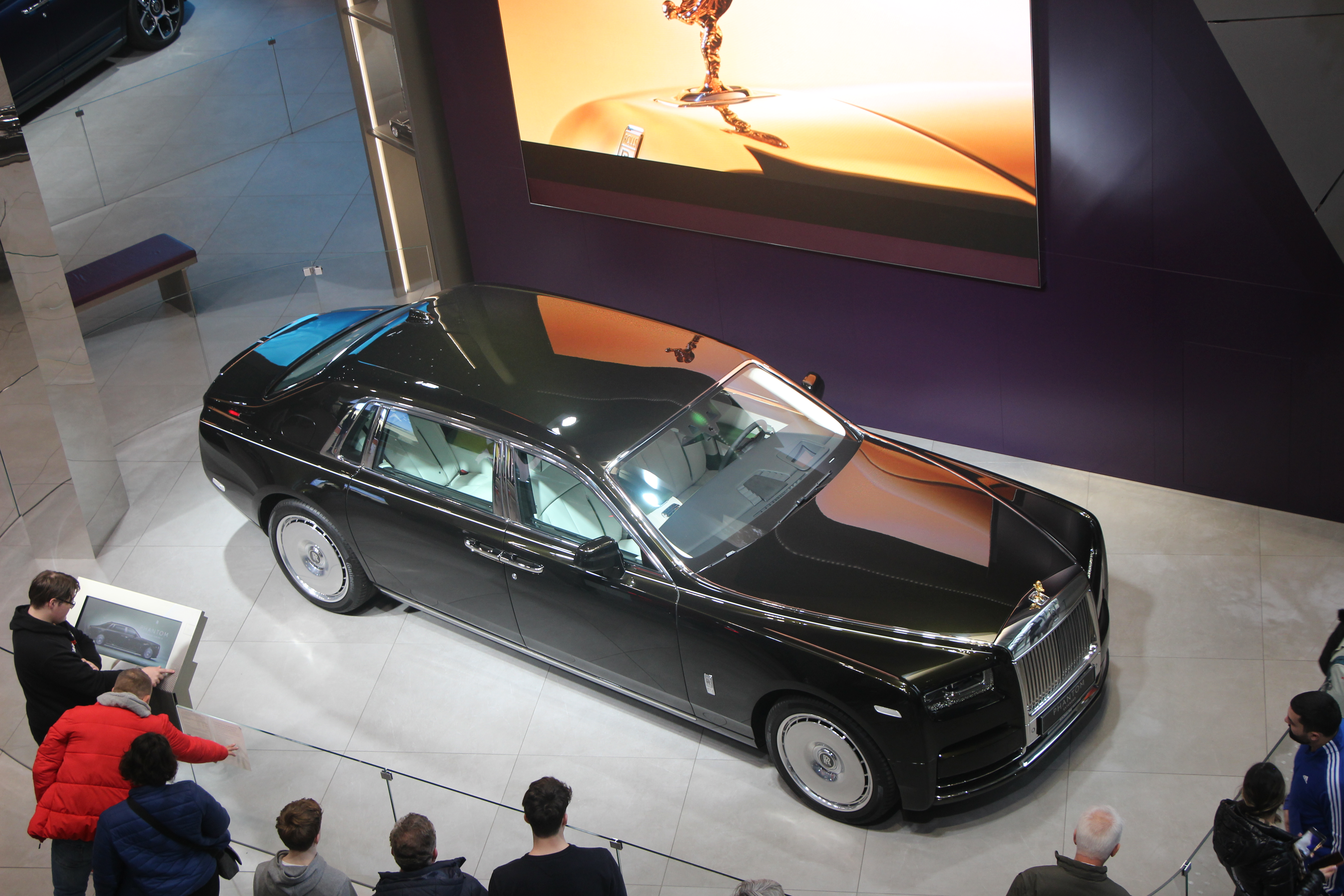
Phantom VIII Extended Wheelbase (EWB)
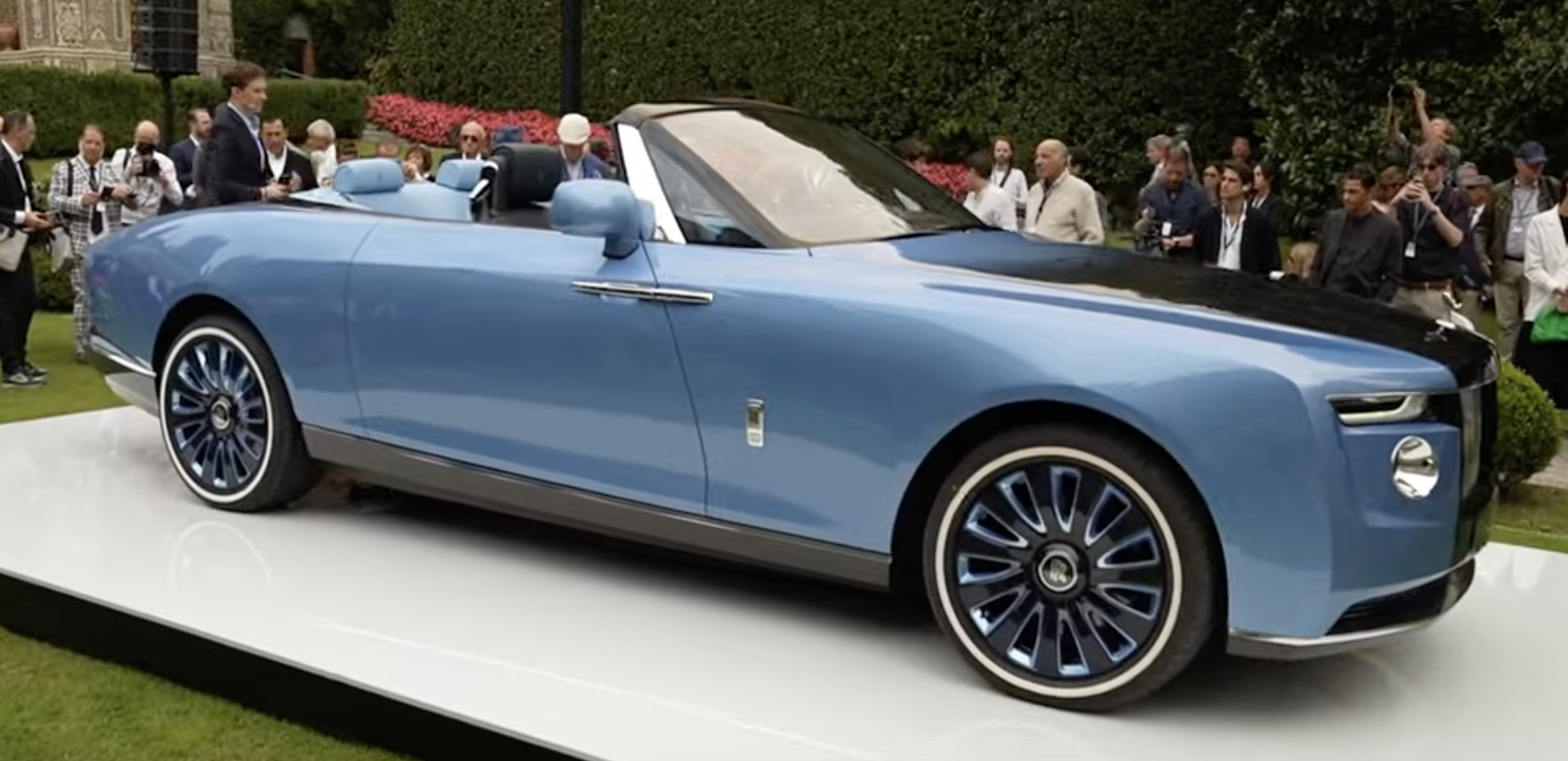
Rolls-Royce Boat Tail.